# بوبي مونسور
بوبي مونسور (بالإنجليزية: Bobby Moncur)‏ (19 يناير 1945 بيرث إسكتلندا) هو لاعب كرة قدم إسكتلندي يلعب كمدافع.

## مسيرته الكروية
لعب بوبي مونسور خلال مسيرته الاحترافية مع 3 أندية في ستة عشر موسمًا وسجل خلالها 5 أهداف ضمن 393 مباراة. ولم يفز بأي موسم بالكأس أو بالدوري.
خاض بوبي مونسور مسيرته مع نادي نيوكاسل يونايتد في موسم 1962–63 ليلعب معه اثنا عشر موسمًا، مشاركًا في 296 مباراة سجل خلالها 3 أهداف. ثم انتقل إلى نادي سندرلاند في موسم 1974–75 واستمر معه طيلة ثلاثة مواسم، حيث شارك في 86 مباراة سجل خلالها هدفين. لينتقل بعدها إلى نادي كارلايل يونايتد في موسم 1976–77 لمدة موسم واحد، مشاركًا في 11 مباراة ولم يسجل أي هدف.

## روابط خارجية
- بوبي مونسور على موقع الاتحاد الإسكتلندي (الإنجليزية)
- بوبي مونسور على موقع قاعدة بيانات كرة القدم.إي يو (الإنجليزية)
- بوبي مونسور على موقع ناشيونال فوتبول تيمز (الإنجليزية)
- بوبي مونسور على موقع Soccerbase.com (لاعب) (الإنجليزية)
- بوبي مونسور على موقع Soccerbase.com (مدرب) (الإنجليزية)